# Иваница (Сумская область)
Иваница (укр. Іваниця) — село, Иваницкий сельский совет, Недригайловский район, Сумская область, Украина.
Код КОАТУУ — 5923582201. Население по переписи 2001 года составляло 429 человек .
Является административным центром Иваницкого сельского совета, в который, кроме того, входят сёла Зеленое, Клин и Чемодановка.
Найдена на Подробной карте Российской Империи и близлежащих заграничных владений. Столистовая карта.1816 года как Ивановск

## Географическое положение
Село Иваница находится на правом берегу реки Терн, выше по течению на расстоянии в 1 км расположено село Городище, ниже по течению на расстоянии в 4 км расположено село Великие Будки, на противоположном берегу — село Деркачовка. По селу протекает пересыхающий ручей с запрудой.

## История
- Село Иваница известно со второй половины XIX века.

## Экономика
- Свинотоварная ферма.
- «Иваницкое», ООО.
- «Шимошенко», ЧП.
- КСП «Россия».

## Объекты социальной сферы
- Школа I-II ст.
- Дом культуры.